# 장애의 사회적 모델
장애의 사회적 모델은 장애인이 낼 수 있는 성취를 방해하는 것으로 장애 대신에 구조적 장벽, 무례함, 유무형의 사회적 배제 등을 지목하는 관점이다. 기존의 장애의 의학적 모델, 신체를 마치 기계처럼 기능적으로 분석해 정상적인 가치를 낼 수 있도록 수정해야 한다는 관점에 반발해 갈라져 나온 관점이다. 물리, 감각, 지능, 심리적 다양성이 장애인 개인에게 기능적 제한을 걸지언정 사회가 그들의 처지를 고려하고 필요한 사항들을 제공해 준다면 그들도 비장애인만큼이나 기능적으로 활동할 수 있다는 것이다. 이러한 관점은 1960년대 영국에서 시작되어, 1980년대에 구체적으로 언어화되었다.
이 관점에서는 "장애"라는 단어의 의미를 장애인에게 필요한 공평한 구조적 필요를 지원해주지 못함으로 인해 장애당사자가 받는 제한으로 재정의하고자 한다. 예를 들어, 계단을 오를 수 없는 사람에게, 장애의 의학적 모델은 그 사람이 계단을 오를 수 있도록 만들어주려고 한다. 반면에 장애의 사회적 모델에서는 그 사람이 계단을 오를 필요가 없도록 만들고자 하는데, 이를테면 휠체어 접근 가능 우회로를 설치한다거나 하는 식이다. 장애의 사회적 모델에 따르면 이러한 상황에서 그 사람이 계단을 이용할 수 없는 것은 동일하나, 그 '할 수 없음'은 그 사람이 계단 없이도 동일한 장소로 이동할 수 있게 됨에 따라 무의미해졌다는 것이다.

## 구성과 사용
장애의 사회적 모델이 가장 중시하는 기초적 측면은 평등이다. 평등을 위한 투쟁이라는 측면에서, 이는 흔히 타 사회적 소외집단들의 투쟁과 비교되곤 한다. 평등의 가치는 사람들이 스스로 결정을 내리고 스스로의 삶을 최대한 충실히 살도록 돕는다고 한다. 장애 권리 운동가들이 사용하는 비슷한 구호로는, 다른 사회 운동에서 그렇듯이, "우리 없이 우리 이야기하기 없다"가 있다.
장애의 사회적 모델은 우리 사회가 어떻게 바뀌어야 할지에 관심을 둔다. 예시는 다음과 같다.
- 태도. 예를 들어, 특정 정신적/행동적 특성에 대한 더욱 관용적인 태도나, 장애인의 삶의 가치를 낮잡아 보지 않는 것.
- 사회적 지원. 예를 들어, 자원, 지원, 적극적 우대조치 등의 수단을 통해 장애인이 겪는 장벽에 대처하고 동등한 기회를 제공한다. 이를테면 자폐인에게 직장문화에 대해 설명해주는 누군가가 있어야 한다.
- 정보. 예를 들어, 적절한 형식(점자 등)과 수준(쉬운 말 쓰기), 정보 공유(타인은 아무렇지도 않게 받아들일 법한 일에 대한 추가적 해설) 등.
- 물리적 구조. 엘리베이터나 경사 우회로 등.
- 일주기 수면 리듬장애 당사자들을 위한 유연근무제.[2]

### 한계
올리버는 장애의 사회적 모델이 모든 장애를 설명할 수 있다고 주장하는 대신, 사회의 장애를 보는 시선을 바꾸는 시작 지점이 되기를 바랬다. 이 모델은 모든 장애인의 상황과 경험을 설명할 수 있는 마법의 주문보다는 장애인의 삶을 개선할 수 있는 도구로 간주되며 이용되고 있다.
주된 비판은 장애의 사회적 모델이 장애의 역할을 낮춰 보이게 한다는 점에서 온다. 다른 비판은, 장애인간의 나이, 인종, 성별 등에서 오는 차이점을 뭉개버리고 그들을 몰개성한 개인들의 집합으로 간주한다는 점에서 온다.

## 읽을거리
- Oliver, Michael, 1945-2019. (2012). 《The new politics of disablement》. Barnes, Colin, 1946-, Oliver, Michael, 1945-2019. Houndmills, Basingstoke: Palgrave Macmillan. ISBN 9780230392441. OCLC 963741473.

## 같이 보기
- 의료화
- 사회 구성주의
- 장애인 차별
- 통합 (장애인 인권)
- 생존 편향
- 유니버설 디자인